# Hugh Stevenson Roberton
Sir Hugh Stevenson Roberton (Glasgow, 23 febbraio 1874 – 7 ottobre 1952) è stato un compositore e direttore di coro scozzese; fu il più importante maestro corale della Gran Bretagna.

## Biografia
Roberton nacque a Glasgow, dove nel 1906 fondò il Glasgow Orpheus Choir. Per cinque anni precedentemente era stato la Toynbee Musical Association. Era un perfezionista, si aspettava i più alti standard di esecuzione dai suoi membri. La voce del coro doveva essere una voce corale, le voci individuali del coro non erano tollerate. Egli fissò nuovi standard nella tecnica corale e nell'interpretazione. Per quasi cinquant'anni, fino a quando non si dissolse nel 1951, per il pensionamento del suo fondatore, il Coro di Glasgow Orpheus non ebbe uguali in Gran Bretagna e viaggiò moltissimo godendo di un successo mondiale. Il suo repertorio includeva molte canzoni popolari scozzesi arrangiate per l'esecuzione corale e Parafrasi, così come madrigali italiani, mottetti inglesi e la musica della Chiesa Ortodossa Russa. Il coro eseguiva anche le opere di Johannes Bach, Händel, Felix Mendelssohn, Peter Cornelius, Brahms e altri.
Ha scritto l'opera corale (parole di Katharine Tynan) All in the April Evening e le canzoni popolari Westering Home e Mairi's Wedding.
Era un pacifista e membro della Peace Pledge Union. Per questo motivo sia lui che il Glasgow Orpheus Choir furono banditi dalle trasmissioni della BBC durante la seconda guerra mondiale.
Il politico australiano Hugh Roberton era suo figlio.